# شعوذة

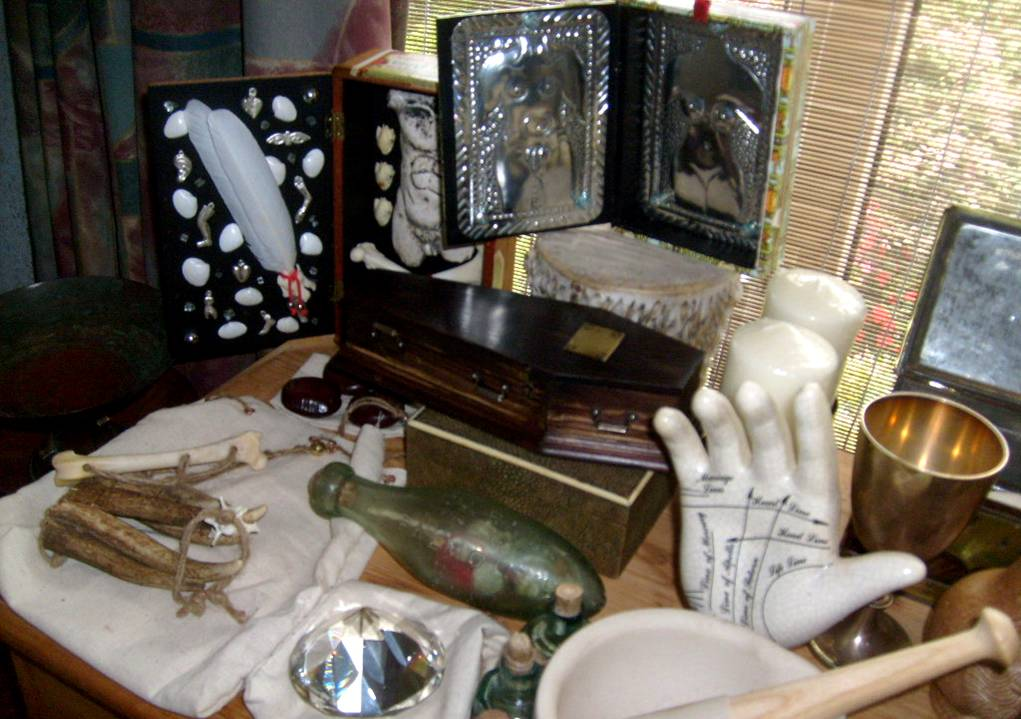

الشعوذة أو السحر الأسود، ويمكن اعتباره فرعاً من فروع السحر الذي يستند على استحضار ما يسمى بالقوى الشريرة أو قوى الظلام التي يطلب مساعدتها عادة لإنزال الدمار أو إلحاق الأذى أو تحقيق مكاسب شخصية. هناك جدل حول تقسيم السحر من الأساس إلى سحر أسود وسحر أبيض فكل سحر هو أسود حسب أغلب الأديان مثل: اليهودية والمسيحية والإسلام والبوذية والهندوسية، ولكن هناك انطباعا قديما أن بعض السحر هدفه الخير ويلاحظ هذا الانطباع في كتابات عديدة ومن أحدثها وأكثرها انتشارا قصص هاري بوتر. كان الاعتقاد السائد بأن للمشعوذ بالفعل قدرة على إنزال المرض أو سوء الحظ أو العقم وحالات أخرى ولايزال هذا النوع من الاعتقاد سائدا في العصر الحديث بصورة محدودة لدى البعض.
كان مايسمى بتحضير أرواح الموتى أحد الطقوس الشائعة في الشعوذة وتم ذكر هذا الطقس من قبل المؤرخ اليوناني استرابو (63 ق.م - 24 م). وكان هذا الطقس شائعاً لدى صابئة حران (ملاحظة صابئة حران يختلف عن الصابئة المندائيين)، ومنطقة إيترونيا القديمة والتي تقع في وسط إيطاليا الحالية والبابليين وهذا الطقس مذكور أيضًا في الإلياذة للشاعر هوميروس وتم ذكر هذا الطقس أيضًا في العهد القديم من الكتاب المقدس حيث طلب أول ملوك اليهود الملك شاوول من مشعوذة اندور أن تستحضر روح النبي شاموئيل ليعين الجيش في قتالهم للفلسطينيين في أرض كنعان.